# Весь світ під одним дахом

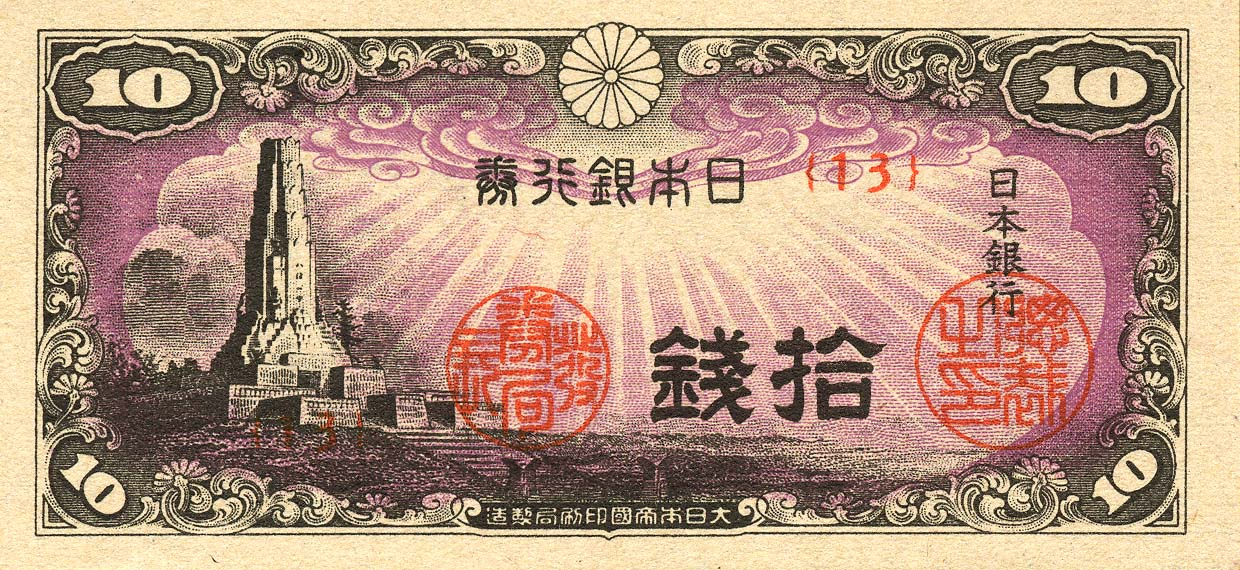
Банкнота Японської імперії номіналом 10 сенів із зображенням пам'ятника «Хакко ітіу» в місті Міядзакі, вперше була випущена в 1944 році

Весь світ під одним дахом (яп. 八紘一宇) («вісім кутів світу, один дах», тобто «весь світ під одним дахом») або «hakkō iu» (Сіндзітай: 八紘為宇, 八紘爲宇) — японське політичне гасло, що означає божественне право Японської імперії «об'єднати вісім сторін світу». Це політичне гасло лягло в основу ідеології Японської імперії. Вона була помітною від початку другої японо-китайської війни та до початку другої світової війни, це гасло було популяризовано у промові прем'єр-міністра Японської імперії Коное Фумімаро 8 січня 1940 року.

## Фон

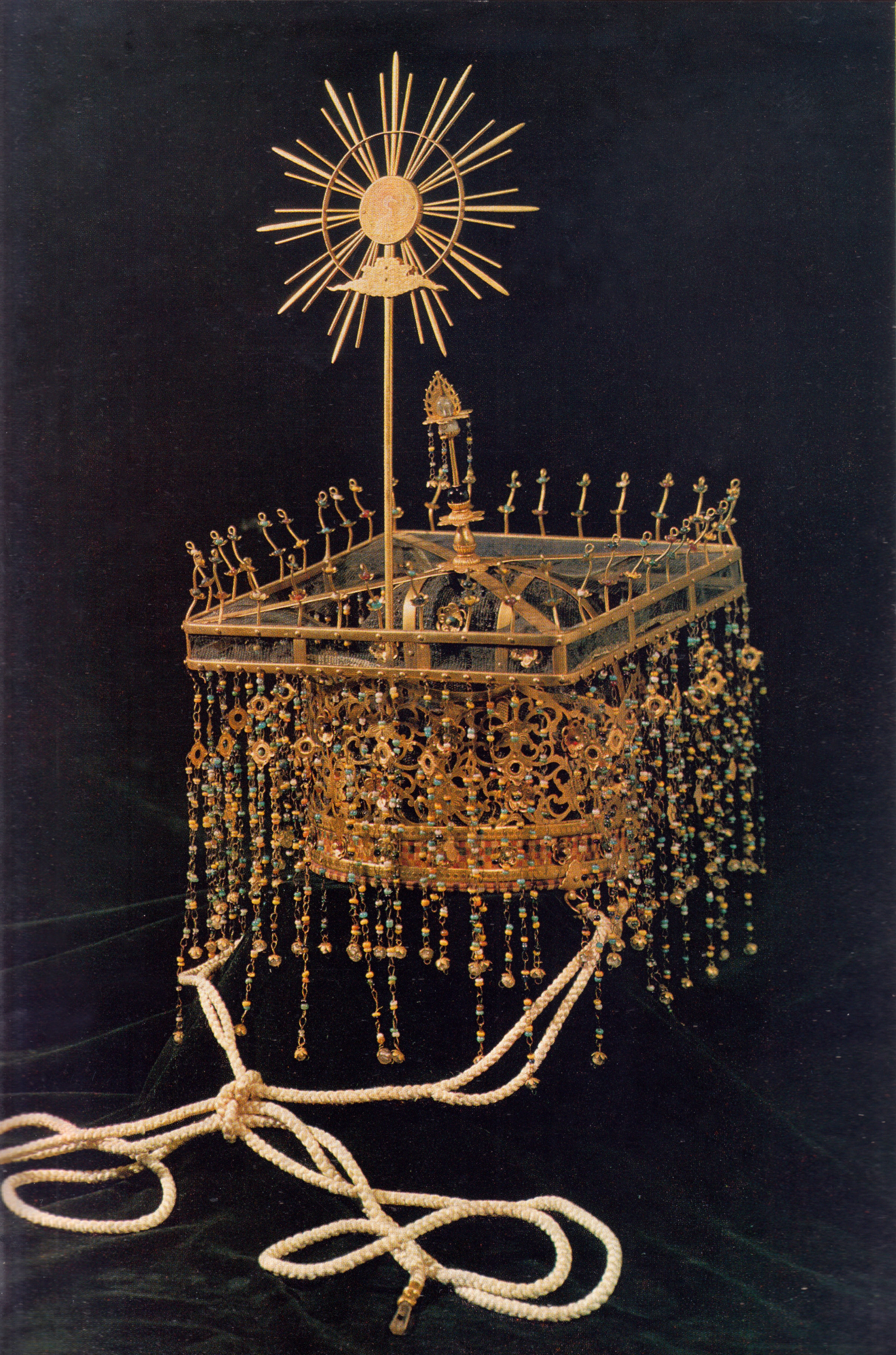
Бенкан японського імператора Комея

Цей термін (гасло) був введений в обіг на початку 20 століття японським буддійським проповідником й націоналістом з буддійської секти «Нітірен-сю» паном Танака Чігаку, який виклав його з частин твердження, яке в японській історичній хроніці «Ніхон Сьокі» приписується легендарному першому японському імператору Дзімму під час його «вознесіння». Повна заява першого імператора звучить так: (яп. «八紘を掩うて宇と為さん») в оригінальному: «掩八紘而爲宇» і означає: «Я охоплю вісім сторін і зроблю їх своєю обителлю (або: оселею /домівкою)». Застосований термін (яп. «八紘»), означає «вісім шнурів корони» («шнури корони» — це висячі прикраси традиційної китайської корони), цей термін був метафорою для позначення «вісім напрямів».
Попри його первісне універсалістське значення, відповідно до принципу «ichi soku issai, issai soku ichi» (укр.:єдине невіддільне від цілого і навпаки)», пан Танака Чігаку вирішив інтерпретувати його як виправдання для японського імперіалізму. Щоб зупинити поширення переосмислення цього терміну для подальшого виправдовування японського імперіалізму, японський діяч Кояма Івао (1905—1993), який був учнем відомого японського філософа Кітаро Нішіда, спираючись на японську «Сутри квіткових прикрас», запропонував замінити слова в цьому терміні «бути включеним або знайти місце» для останніх двох символів («щоб зробити їх своєю обителлю»). Його пропозиція була відкинута японськими військовими колами які належали до правих націоналістів.

## Генезис

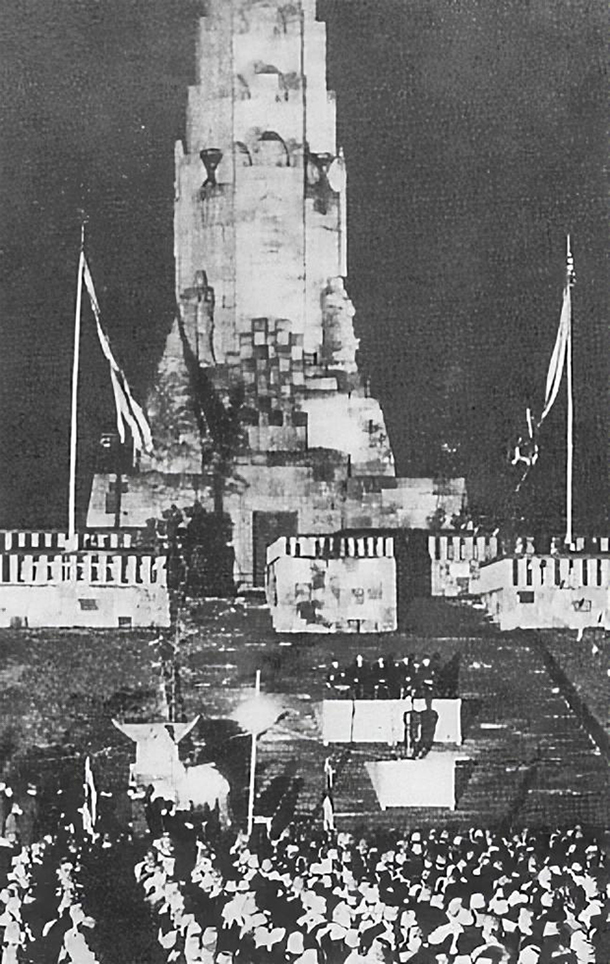
Церемонія закладення монумента «Весь світ під одним дахом» 3 квітня 1940 року. На його лицьовій стороні була вирізьблена каліграфія японського принца Тітібуномія Ясухіто:

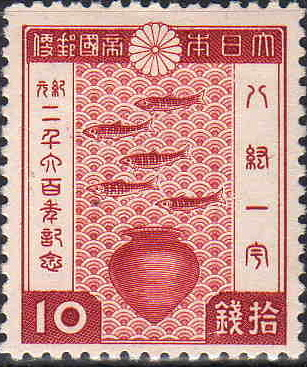
Довоєнна японська марка номіналом 10 сенів із зображенням «Весь світ під одним дахом» та 2600-річчя імперії

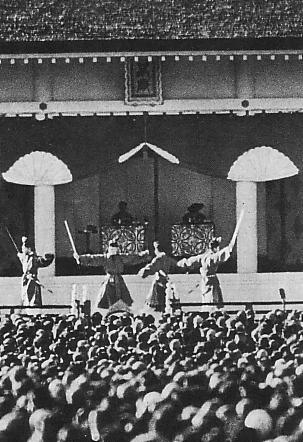
Імператор Сьова та імператриця Кодзюн головують на святкуванні 2600-річчя міфічного заснування Японської імперії в листопаді 1940 року.

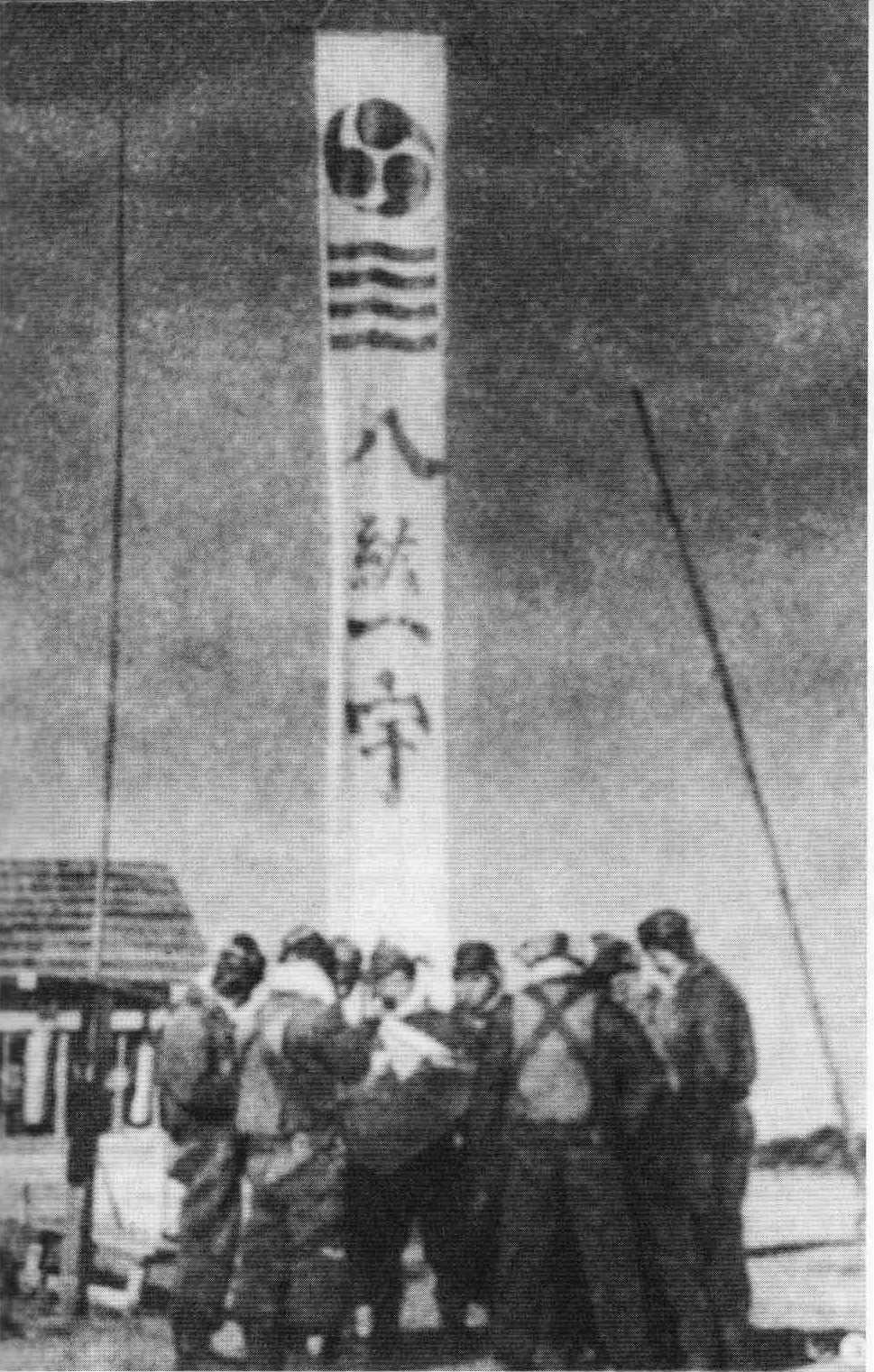
Японські пілоти, які зібралися під прапором з гаслом "«Весь світ під одним дахом» час війни на Тихому океані

У західних державах та імперіях було достатньо етнічних японців, які страждали від расової дискримінації, тому в 1919 році Японська імперія запропонувала положення про расову рівність на Паризькій мирній конференції. Ця пропозиція, була призначена лише для членів Ліги Націй, і ця пропозиція отримала на ній підтримку більшості держав, але на це рішення було накладено вето президентом США Вудро Вільсоном, що порушувало правило самої Конференції, в якій рішення приймались більшість голосів. У 1924 році Конгрес США ухвалив Закон про відчуження азійців, який забороняв імміграцію до США з Азії.
Погіршення економіки Японської імперії викликане наслідками фінансової кризи, відомої в історії як «фінансової кризи Сьова» та «Великої депресії» в США в 1930-х років, призвело до відродження в Японській імперії націоналістичних, мілітаристських та експансіоністських рухів. Японська імперія під час правління японського імператора Сьова (Хірохіто) асоціювалася з повторним відкриттям ідеології «Весь світ під одним дахом» як експансіоністського елементу японських націоналістичних вірувань. Також міжнародні договори про обмеження військово-морського флоту 1921, і особливо 1930, вважалися великою помилкою через те, що не було передбачено їхнього впливу на внутрішню політичну боротьбу всередині Японської імперії. Вони стали зовнішнім мотиваційним каталізатором, який провокував японські реакційні мілітаристські елементи на відчайдушні дії, причому їхня присутність також була посилена цивільними та ліберальними елементами в японському суспільстві.
Еволюція ідеології «Хакко ітіу» слугувала змінним лакмусовим папірцем японських фракційних відносин протягом наступного десятиліття.
Термін «Хакко ітіу» не увійшов у загальний обіг Японської імперії до 1940 року, коли уряд Японської імперії на чолі з прем'єр-міністром Коное Фумімаро випустив так звану «Білу книгу» під назвою «Основи національної політики» (яп. 基本国策要綱), яка починалася цими словами, і в якій японський прем'єр-міністр Коное Фумімаро проголошував, що основною метою національної політики Японської імперії було «встановлення миру у всьому світі відповідно до самого духу, в якому була заснована наша нація», і що першим кроком було проголосити «новий порядок у Східній Азії» (яп. 東亜新秩序), який пізніше перетворився на політичну концепцію під назвою «Велика східноазійська сфера спів процвітання». У найвеликодушнішій формі цей термін використовувався для вказівки на створення всесвітнього братства, яке буде реалізоване винятково доброчесним «Яматосці». Оскільки це піддало б людям батьківську прихильність японського імператора, застосування сили було виправданим проти тих, хто чинив опір цій великій меті.
Крім того, Японська імперія реалізувала багато проєктів, які були спрямовані на доведення (пропаганду) підтримання расової рівності в її межах. Наприклад 6 грудня 1938 року Рада п'яти міністрів Японської імперії, серед яких були прем'єр-міністр Фумімаро Коное, міністр армії Сейсіро Ітагакі, міністр військово-морського флоту Йонай Міцумаса, міністр закордонних справ Хатіро Аріта та міністр фінансів Сігеакі Ікеда (ця рада була найвищою радою того часу для прийняття рішень),   прийняли рішення про заборону виселення євреїв з Японської імперії, Маньчжурії та Республіка Китай. Після цього Японська імперія прийняла єврейських біженців, попри спротив свого союзника нацистської Німеччини.
В 1940 році було оголошено 2600-річчям заснування Японської імперії, це було пов'язано частково зі святкування «Хакко ітіу». У рамках урочистостей уряд Японської імперії офіційно відкрив пам'ятник «Хакко ітіу» (сучасна назва: вежа Хейвадай) у місці, де сьогодні існує «Парк миру Хейвадай», у місті Міядзакі.

## Друга Світова війна
Оскільки друга японо-китайська війна тривала без зупину і не було видно її закінчення уряд Японської імперії все більше змушений був звертатися до духовного капіталу японської нації, щоб підтримувати його бойовий дух, та бойовий дух імператорської армії та флоту Японської імперії.
Характеристика бойових дій як «священної війни» (яп. 聖戦) ґрунтувала тодішній конфлікт на так званих «священних» початках японської нації, і ставала все більш очевидною в тогочасній японській пресі. У 1940 році була створена надпартійна інституція «Асоціація допомоги трону», яка повинна була надавати допомогу та політичну підтримку війни Японської імперії проти Республіки Китай.
Загальне розповсюдження в Японській імперії терміну «Хакко ітіу», який чітко охоплює погляд на експансію як обов'язкову дію на божественне походження Японської імперії було додатково посилено підготовкою до святкування 2600-річчя вознесіння японського імператора Дзімму, яке припало на 1940 рік згідно з традиційною хронологією. Історії розповідали що японський Імператор Дзімму, знайшовши в Японії п'ять рас, зробив їх усіх «братами однієї родини».

### Пропагандистські цілі
Після того як Японська імперія оголосила війну союзникам(США, Британська імперія) у грудні 1941 року уряди союзників випустили кілька пропагандистських фільмів, у яких цитувалось гасло «Хакко ітіу» як доказ того, що Японська імперія мала намір завоювати весь світ.
Щоб заручитися підтримкою поневолених народів Азії, пропаганда Японської імперії використовувала такі фрази (гасла) як «Азія для азійців!» і наголошувала на уявній необхідності звільнити азійські країни та народи від імперіалістичних держав Заходу (США, Британська імперія, Франція, Королівство Нідерланди, та інші).
Також Японська імперія свою неспроможність перемогти Республіку Китай у війні, пояснювала (звинувачувала) тим що британці та американці мали колонії в Південно-Східної Азії, хоча китайці отримали набагато більше допомоги від Радянського Союзу. У деяких випадках місцеве азійське населення вітало імператорські війська Японської імперії, коли вони вторгалися до колоній Західних держав, і витісняли звідти британські, французькі та інші західні колоніальні держави. Також Японська імперія прищепила своїм солдатам віру в те, що їхній обов'язок — зробити «знову сильними» азійців силою після того, як вони були ослаблені західним імперіалізмом.
Офіційний переклад запропонований тодішніми лідерами, був «всесвітнє братерство», але було широко визнано, що цей вислів означав, що японці «рівні європейцям, але для народів Азії ми діємо як їхні лідери». Тому «Хакко ітіу» можна розглядати як евфемізм японської переваги над іншими народами. Насправді жорстокість і расизм японців стосовно інших народів, спонукали поневолені азійські країни вважати японських імперіалістів такими ж, а іноді й гіршими за західних імперіалістів. Наприклад, економіка більшості окупованих Японською імперією територій була перенаправлена лише на виробництво військової сировини для Японської імперії.

### Концепція
«Хакко ітіу» означало об'єднання всіх куточків світу під одним правителем або створення єдиної сім'ї світу. Це був передбачуваний ідеал заснування імперії, і в традиційному контексті він означав не більше, ніж універсальний принцип людства, якому судилося зрештою охопити весь світ. Шлях до реалізації гасла (ідеології) «Хакко ітіу» пролягав через доброзичливе правління японського імператора, і тому «шлях імператора», «імператорський» або «королівський шлях» був концепцією чесноти та принципом поведінки. «Хакко ітіу» був великою моральною метою, а вірність японському імператору була дорогою, яка вела до реалізації цієї мети. Протягом наступних років Японська імперія проводила заходи військової агресії які проходили під пропагандою й гаслом «хаккоічіу», що згодом стало символом світового панування за допомогою військової сили.

## Наслідки

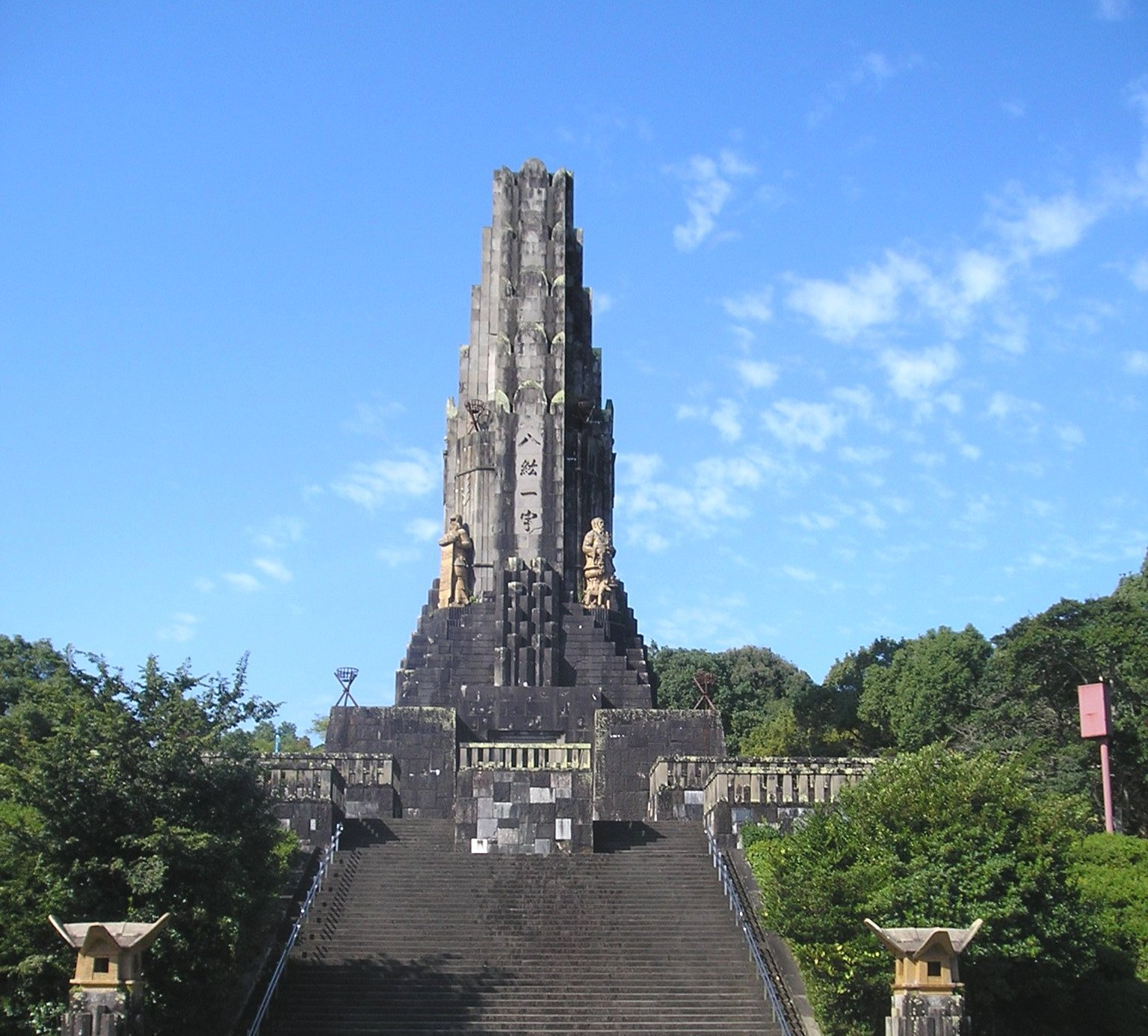
Пам'ятник «Хакко ітіу» (перейменований на Вежу Миру) у 2010 році.

Після закінчення другої світової війни дехто висвітлював гасло «Хакко ітіу» як частину контексту історичного ревізіонізму.Побудований пам'ятник в Парку Хейвадай вежа «Хакко ітіу» був перейменований у 1958 році та стоїть донині. Напис «Хакко ітіу» було видалено з нього після поразки Японської імперії в другій світовій війні, за наполяганнями американської окупаційної адміністрації. Ця вежа стала початковою точкою для естафети олімпійського вогню під час літніх Олімпійських ігор 1964 року. Після закінчення цієї Олімпіади, яка збіглася зі світовим інтересом до японської імператорської сім'ї, місцева туристична асоціація успішно подала петицію до префектури Міядзакі з проханням повторно встановити символи «Хакко ітіу».